# Beaglehole Glacier
Beaglehole Glacier är en glaciär i Antarktis. Den ligger i Västantarktis. Argentina, Chile och Storbritannien gör anspråk på området. Beaglehole Glacier ligger 58 meter över havet.
Terrängen runt Beaglehole Glacier är varierad. Trakten är obefolkad. Det finns inga samhällen i närheten.